# 너에게 가는 길
너에게 가는 길(Coming to you)은 한국에서 제작된 변규리 감독의 2021년 다큐멘터리 영화이다.